# Legendy sowiego królestwa: Strażnicy Ga’Hoole
Legendy sowiego królestwa: Strażnicy Ga’Hoole (Legend of the Guardians: The Owls of Ga’Hoole, 2010) – australijsko-amerykański film animowany w reżyserii Zacka Snydera, luźno oparty na pierwszych trzech częściach („Pojmanie”, „Wyprawa”, „Ratunek”) serii „Strażnicy Ga’Hoole” (Guardians of Ga’Hoole) autorstwa Kathryn Lasky.

## Fabuła
Głównym bohaterem jest Soren, sowa płomykówka, która zostaje porwana razem ze swoim starszym bratem, Kluddem. Trafia do królestwa złego lorda Tyto, który planuje podbić sąsiednie królestwa. Po tym, jak Kludd przysięga lojalność lordowi, Soren musi uciec i szukać pomocy u legendarnych strażników drzewa Ga’Hoole.

## Wersja oryginalna
Reżyseria: Zack Snyder

Scenariusz: John Orloff, John Collee

Producent: Zareh Nalbandian

Casting: Nikki Barrett, Kristy Carlson

Muzyka: Ricky Edwards, David Hirschfelder

Obsada:
- Jim Sturgess – Soren (płomykówka)
- Ryan Kwanten – Kludd (płomykówka)
- Hugo Weaving –
  - Noctus (płomykówka),
  - Grimble (sowa włochata)
- Helen Mirren – Nyra (płomykówka)
- Abbie Cornish – Otulissa (sowa błotna)
- Geoffrey Rush – Ezylryb (syczoń plamisty)
- Sam Neill – Stalowy Dziób (płomykówka przydymiona)
- David Wenham – Digger (pójdźka ziemna)
- Richard Roxburgh – Boron (puchacz śnieżny)
- Miriam Margolyes – Pani Pyton (wąż)
- Jay Laga’aia – Twilight (puszczyk mszarny)
- Emily Barclay – Gylfie (sóweczka kaktusowa)
- Angus Sampson – Jutt (sowa uszata)
- Leigh Whannell – Jatt (sowa uszata)
- Adrienne DeFaria – Eglantyna (płomykówka)
- Essie Davis – Marilla (płomykówka)

## Wersja polska
Opracowanie i udźwiękowienie wersji polskiej: Studio Genetix Film Factory

Reżyseria: Agnieszka Matysiak

Dialogi polskie: Michał Kalicki

Konsultacja literacka: Arkadiusz Borowik

Dźwięk i montaż: Zdzisław Zieliński

Organizacja produkcji: Agnieszka Sokół i Róża Zielińska

W wersji polskiej udział wzięli:
- Kamil Dominiak – Soren
- Marta Dylewska – Gylfie
- Andrzej Blumenfeld – Twilight
- Kacper Kuszewski – Digger
- Grzegorz Pawlak – Ezylryb
- Teresa Budzisz-Krzyżanowska – Nyra
- Piotr Polk – Kludd
- Janusz R. Nowicki – Grimble
- Tomasz Marzecki – Stalowy Dziób

W pozostałych rolach:
- Maja Kwiatkowska – Eglantyna
- Joanna Jeżewska – Marella
- Marek Barbasiewicz – Noctus
- Alicja Rojek – Pani Pyton
- Artur Dziurman – Jatt
- Karol Wróblewski – Jutt
- Joanna Pach
- Piotr Garlicki – Lord Allomere
- Mariusz Czajka – Echidna
- Katarzyna Godlewska – Otulissa
- Agnieszka Matysiak – Barran
- Paweł Szczesny – Boron
- Ewa Wencel – Strix Struma
- Zuzanna Lipiec
- Maciej Gąsiorek
- Katarzyna Priwieziencew
- Cezary Kaźmierski
- Mariusz Leszczyński

Źródło: 